# Пальяново
Пальяново — село в России, находится в Октябрьском районе, Ханты-Мансийского автономного округа — Югры. Входит в состав Сельского поселения Каменное.
Население на 1 января 2008 года составляло 450 человек.
Почтовый индекс — 628117, код ОКАТО — 71121927001.

## Население и национальный состав
| Год  | Численность постоянного населения (среднегодовая) |
| ---- | ------------------------------------------------- |
| 2002 | 397                                               |
| 2008 | 450                                               |
| 2010 | 399                                               |
| 2023 | 265                                               |

Пальяново исторически имеет разнообразный национальный состав. Изначально в поселке проживали русские, ссыльные немцы с Поволжья и Закарпатья, украинцы с западных областей Украинской ССР, в том числе гуцулы и бойки, калмыки, татары, представители КМНС.
Современный национальный состав: русские (74%),  украинцы (14%), татары (4%), ханты (3%)

## Климат
Климат резко континентальный, зима суровая, с сильными ветрами и метелями, продолжающаяся семь месяцев. Лето относительно тёплое, но быстротечное.